# Гаёк (Сумский район)
Гаёк (укр. Гайок) — село,
Садовский сельский совет,
Сумский район,
Сумская область,
Украина.
Присоединено к селу Сад в середине 1980-х годов.

## Географическое положение
Село Гаёк находится на левом берегу реки Сухоносовка,
выше по течению примыкает посёлок Сад,
ниже по течению на расстоянии в 2 км расположено село Косовщина.

## История
Село Гаёк существовало с XIX века до середины 1970-х гг.
Население села составляло не более 20 человек. Село состояло из 4—6 домовладений (дворов).
Согласно Справочной книге для Харьковской епархии Ивана Самойловича, в 1904 году к приходу Ильинской церкви (г. Сумы) приписаны хутора: Гаёк и Косовщина (в 4-х верстах), Кононенко и Бульбовщина (в 5 верстах) и Россоховатый (в 7 верстах).
Гаёк располагался на левом берегу реки Ильма (Сухоносовка), между нынешним посёлком Сад и селом Косовщина.
В середине 1970-х гг. село было объединено с посёлком Сад.